# Jazīreh-ye Qabr-e Nākhodā
Jazīreh-ye Qabr-e Nākhodā (persiska: جزیره قبر ناخدا) är en ö i Iran.   Den ligger i provinsen Khuzestan, i den västra delen av landet, 600 km söder om huvudstaden Teheran. Arean är 12,3 kvadratkilometer.
Terrängen på Jazīreh-ye Qabr-e Nākhodā är mycket platt. Öns högsta punkt är 10 meter över havet. Den sträcker sig 6,1 kilometer i nord-sydlig riktning, och 4,0 kilometer i öst-västlig riktning.